# Paul Roberts
Paul Roberts (ur. 31 grudnia 1959 w  Londynie) – angielski wokalista i kompozytor, wokalista The Stranglers.
Paul Roberts zastąpił w zespole  Hugh Cornwella w 1990 roku. Od tamtego czasu był pierwszym wokalistą zespołu, a także współautorem jego piosenek. Nagrał z The Stranglers takie płyty jak Stranglers in the Night, About Time, Written in Red, Coup de Grace i Norfolk Coast. Paul Roberts opuścił grupę w 2006 roku.
Aktualnie występuje w zespole Soulsec, w której jest wokalistą oraz autorem piosenek.